# Paraliochthonius martini
Paraliochthonius martini är en spindeldjursart som beskrevs av Volker Mahnert 1989. Paraliochthonius martini ingår i släktet Paraliochthonius och familjen käkklokrypare. Inga underarter finns listade i Catalogue of Life.